# GLONASS

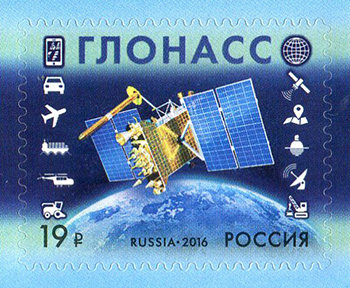
Timbru cu GLONASS din 2016

GLONASS (rusă ГЛОНАСС - ГЛОбальная НАвигационная Спутниковая Система - GLObal'naia NAvigaționnaia Sputnikovaia Sistema) este un sistem de navigație prin satelit (sau sistem de poziționare globală prin satelit), început de fosta Uniune Sovietică și continuat în prezent de Rusia. Este o alternativă la sistemul american Global Positioning System (NAVSTAR-GPS) și la cel al Uniunii Europene, Galileo (aflat în construcție). Nivelul de precizie al sistemului rusesc GLONASS este comparabil cu cel al sistemului NAVSTAR-GPS.

## Scurt istoric

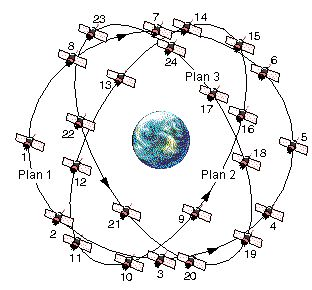
Poziționarea celor 24 de sateliți GLONASS

Dezvoltarea sistemului GLONASS a început în Uniunea Sovietică în anul 1976, proiectul fiind complet în 1995. Primul satelit din sistemul GLONASS a fost Tsiklon lansat 12 octombrie 1982 și avea scopul de a furniza rachetelor balistice ale submarinelor o metodă pentru o poziționare mai exactă. Pentru o acoperire totală a țării era nevoie de 18 sateliți.  
Din 1982 până în aprilie 1991, Uniunea Sovietică a lansat cu succes 43 sateliți GLONASS și 5 sateliți de test. La destrămarea Uniunii Sovietice în 1991, au rămas operationali 12 sateliți  pentru folosirea limitată a sistemului. 
Între anii 1989-1999 datorită dificultăților economice întâmpinate de Rusia, au fost tăiate 80% din fondurile de dezvoltare ale sistemului GLONASS. 
În perioada 2001-2011, au fost cheltuiți 4,7 miliarde de dolari pentru sistemul GLONASS, iar pentru perioada 2012-2020 au fost alocate încă 10 miliarde de dolari. Începând din 2007 la program participă și guvernul indian . În martie 2008 sistemul nu era complet, însă era funcțional, având 16 sateliți activi , asigurând o acoperire de 66 % din timp pentru teritoriul Rusiei și 56 % la nivel global.

## Caracteristici
Sistemul GLONASS este alcătuit din trei segmente principale: spațial, control și utilizatori.

### Segmentul spațial
O caracteristică a sateliților GLONASS este aceea că un satelit va ocupa aceeași poziție după 8 zile,  neexistând o repetare identică după o zi siderală, deoarece acea poziție va fi ocupată de alt satelit. Acest lucru este diferit față de sateliții GPS unde există o repetare identică după o zi siderală.

#### Sateliții GLONASS

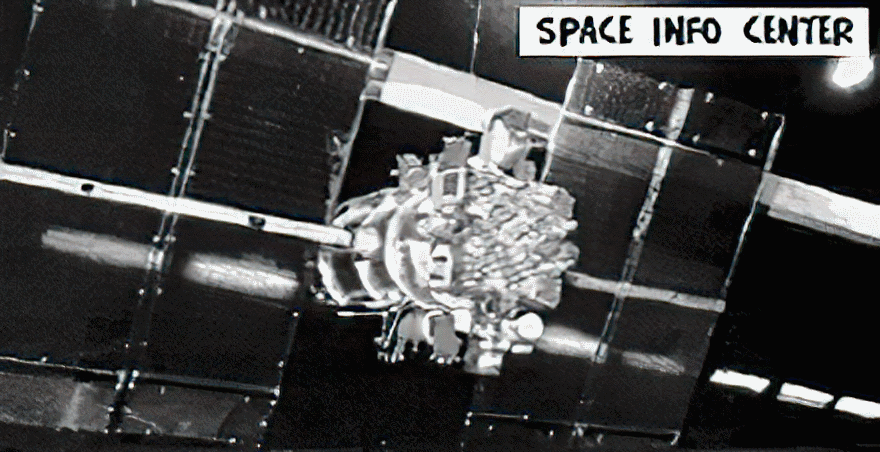
Satelit GLONASS Uragan.

- Prima generație de sateliți GLONASS cunoscută sub numele de Uragan, a fost dezvoltată de Reshetnev Information Satellite Systems. Sateliții aveau o greutate de 1.250 kg. și erau echipați cu sisteme de propulsie simple care permiteau relocalizarea în cadrul constelatiei de sateliți. Cei mai mulți sateliți din această generație au fost de tip Block IIv și au fost folosiți între anii 1988 - 2005, durata lor de funcționare fiind estimată la cca. 3 ani. Prima lansare a avut loc în 1983 de la Cosmodromul Baikonur, folosind o rachetă Proton-K, ultima unitate lansată pe 2005, iar retragerea ultimei unități, satelitul Kosmos 2403, la data de 30 aprilie 2009.

- GLONASS-M, a doua generație de sateliți, a fost dezvoltată începând din 1990, cu prima lansare în 2003, și ultima în 2017. Cântăresc 1.480 kg, au o durată de funcționare de 7 ani, iar la bordul lor se află ceasuri atomice cu Cesiu.

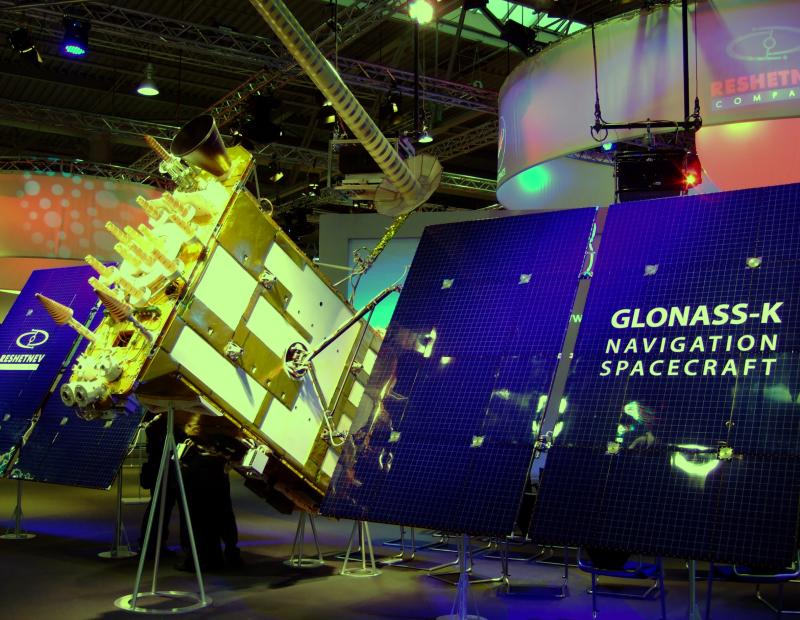
Un satelit GLONASS-K la CeBIT 2011

- GLONASS-K1, sunt a treia generație de sateliți GLONASS aflați încă în faza de producție. Prima lansare a fost pe date de 26 februarie 2011, iar a doua pe 30 noiembrie 2014. Acești sateliți au o durată de viață de 10-12 ani, greutate redusă de numai 935 kg și oferă o precizie de poziționare mai bună. Datorită greutății mai reduse, au fost lansați de pe cosmodromul Plesetsk cu ajutorul rachetelor Soyuz. Pe lângă semnalele FDMA existente din benzile L1 și L2, vor transmite semnale adiționale CDMA în benzile L1, L2, L3, L5.

- GLONASS-K2, sunt versiune îmbunătățită ale seriei K1.Prima lansare este planificată pentru sfârșitul anului 2017. Începând din 2020, K2 va înlocui versiunea anterioară K1. [3]

- GLONASS-KМ reprezintă ultima generație de sateliți, care vor fi lansați începând cu anul 2025.

Sistemul complet urmează să cuprindă 24 de sateliți aflați la 19.100 km de Pământ, grupați în 3 planuri orbitale decalate la 120°. În orice moment vor fi minim 5 sateliți în vedere din oricare loc de pe Pământ. Perioada de revoluție a sateliților este de 11 ore și 16 minute. Sateliții sunt identificați printr-un slot number: primul plan orbital conține sloturile 1-8, al doilea sloturile 9-16, iar al treilea sloturile 17-24. 
La completare, sistemul va permite o poziționare cu eroare maximă de 4,46-7,38 metri în poziție orizontală, 15 metri în poziție verticală, iar eroarea de viteză de 15 cm/s. Noile receptoare folosesc atât sateliții GPS NAVSTAR cât și GLONASS pentru o mai bună poziționare, având la dispoziție un total de peste 50 sateliți. Prin folosirea ambelor sisteme de navigație, precizia este între 2,37 – 4,65 metri. 
Semnalul sateliților

Fiecare satelit transmite două tipuri de semnale în benzile de frecvență L1 (1602,5625 - 1615,5 MHz) pentru aplicații civile și L2 (1240 - 1260 MHz) pentru aplicații militare. Banda L1 a semnalului are o frecvență divizată ca multiplu de frecvența de bază L: L1=1.602MHz + n x 0,5625MHz, unde n este numărul canalului de frecvență (n=0,1,2,...).
Semnalul radio de navigație include efemeridele și almanahul GLONASS.
Efemeridele reprezintă coordonatele exacte ale satelitului (X, Y, Z) care descriu locația în sistemul de referință geocentric fix PZ-90. Parametrii acestui sistem sunt: a=6378136 m, f=1:289,257839303. Almanahul păstrează informații despre toți sateliții GLONASS și include elementele orbitei kepleriene, și decalajul de timp pentru fiecare ceas din sistemul GLONASS cât și date despre starea de sănătate a satelitului.

### Segmentul de control
Sistemul de control la sol al sistemului GLONASS este condus la sol de Complexul de Control la Sol (Ground Control Station - GCS). Acesta este alcătuit din Centrul de Control al Sistemului (SCC) aflat la Krasnoznamensk, regiunea Moscova și de cinci stații de monitorizare Command and Tracking Stations (CTS) care sunt amplasate pe teritoriul Rusiei la Sankt Petersburg, Ieniseiesk, Komsomolsk pe Amur, Schelkovo, și Ussuriysk. Stațiile CTS urmăresc sateliții vizibili și acumulează date legate de semnalul acestora. Informațiile de la stațiile CTS sunt prelucrate de stația System Control Center (SCC) pentru a determina ora sateliților, orbitele exacte și corectarea mesajului de navigație a fiecărui satelit. 

### Segmentul utilizator
Segmentul utilizator este alcătuit din receptoarele de navigație și echipamente de procesare a semnalelor transmise de sateliții GLONASS în vederea determinării poziției, vitezei și timpului.

#### Receptoare

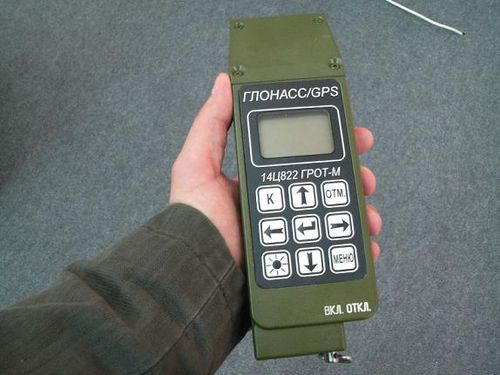
Receptor militar GLONASS/GPS

Începând cu anul 2011, există o gamă largă de smartphone care beneficiază de sistemul GLONASS în completarea sistemului GPS: iPhone, Samsung, Sony, LG, Sony Ericsson, ZTE, Huawei, HTC, LG, Motorola, Nokia etc. Receptoarele OEMV-1G, OEMV-2 și OEMV-3 produse de compania NovAtel recepționează semnale GPS și GLONASS. Firma Topcon produce receptorul GPS+ care folosește și sateliții GLONASS. 
Pentru utilizatorii aflați în regiuni de mare latitudine nordică sau sudică (Rusia, Canada, Argentina, Chile, Norvegia, Islanda, Suedia, etc.), sistemul GLONASS oferă (datorită poziției orbitelor și înclinației sateliților sistemului) în raport cu celălalt sistem (GPS) cu acoperire globală operațional (la început de an 2013), avantajul obținerii cu o mai mare probabilitate a unui semnal ("fix") precis. Asta poate explica de ce un receptor de geolocație satelitară dedicat (un "Magellan eXplorist 310", de ex., dotat cu cel mai avansat procesor la nivelul anilor 2010-2011) poate eșua uneori complet sau zeci de minute în șir în obținerea în Canada a unui "fix" (o poziție calculată), fie el și imprecis, în timp ce un simplu telefon "inteligent" precum iPhone 4S (care folosește pentru geolocație atât sistemul GLONASS cât și sistemul GPS) reușește în aceleași situații fără probleme (o altă explicație poate fi, firește, apelul la "A-GPS", care e specific sistemelor de telefonie celulară).

## Domenii de utilizare
Domeniile de utilizare ale sistemului GLONASS sunt:
- managementul traficului aerian și naval cu accent pe creșterea siguranței
- geodezie și cartografie
- monitorizarea transportului terestru
- sincronizarea în timp a două obiecte aflate la distanță
- monitorizare ecologică, organizarea operațiunilor de căutare și salvare.

## Vezi și
- Agenția Federală Spațială Rusă
- Galileo (sistem de navigație)
- List of GLONASS satellites
- NAVSTAR
- SDCM